# Granges-Narboz
Granges-Narboz est une commune française située dans le département du Doubs, la région culturelle et historique de Franche-Comté et la région administrative Bourgogne-Franche-Comté.
Ses habitants se nomment les Grangeards et Grangeardes.

## Géographie

### Toponymie
Noir à Bois en 1246 ; Granges de Neys Boys en 1254 ; Villa de Noir Bois en 1277 ; Granges de Noir Bois en 1290.
Avec une superficie de 1620 ha, dont 560 de forêts (contre 140 en 1827), 560 de terrains agricoles et 500 de marais, la commune des Granges-Narboz se compose de trois hameaux : les Granges-Dessus, les Granges-Dessous et les Granges-l'Église.
Situé à quelques kilomètres au sud-ouest de Pontarlier, ce village est au contact de la Chaux d'Arlier et du Jura plissé.
Le territoire communal est ainsi composé de deux parties distinctes.
Au sud, le Laveron apparaît comme une vaste zone anticlinale. Culminant à 1026 mètres, il s'étend jusqu'à la Fauconnière d'où l'on peut observer le château de Joux. C'est un mont complexe, affecté par un système de cassures et de failles longitudinales. La forêt qui recouvre le massif a été défrichée autour du hameau des Granges-Dessus.
Le Laveron se raccorde au nord par une dénivelée assez brusque à un secteur plus bas (810-820 mètres), souvent marécageux et où la topographie est beaucoup plus calme. C'est le vaste plateau Frasne-Pontarlier, drainé par le Drugeon. Des tourbières jalonnent le cours du Drugeon, grossi par le Bief Sauget et le bief Voulain qui sert de limite communale avec Sainte-Colombe.

### Climat
Pour des articles plus généraux, voir Climat de la Bourgogne-Franche-Comté et Climat du Doubs.
En 2010, le climat de la commune est de type climat de montagne, selon une étude du Centre national de la recherche scientifique s'appuyant sur une série de données couvrant la période 1971-2000. En 2020, Météo-France publie une typologie des climats de la France métropolitaine dans laquelle la commune est exposée à un climat de montagne ou de marges de montagne et est dans la région climatique  Jura, caractérisée par une forte pluviométrie en toutes saisons (1 000 à 1 500 mm/an), des hivers rigoureux et un ensoleillement médiocre. 
Pour la période 1971-2000, la température annuelle moyenne est de 7,2 °C, avec une amplitude thermique annuelle de 16,3 °C. Le cumul annuel moyen de précipitations est de 1 562 mm, avec 12,7 jours de précipitations en janvier et 11,4 jours en juillet. Pour la période 1991-2020, la température moyenne annuelle observée sur la station météorologique de Météo-France la plus proche, « Pontarlier », sur la commune de Pontarlier à 5 km à vol d'oiseau, est de 8,8 °C et le cumul annuel moyen de précipitations est de 1 463,6 mm. 
La température maximale relevée sur cette station est de 38 °C, atteinte le 25 juillet 2019 ; la température minimale est de −32 °C, atteinte le 12 janvier 1987,,. 
Les paramètres climatiques de la commune ont été estimés pour le milieu du siècle (2041-2070) selon différents scénarios d'émission de gaz à effet de serre à partir des nouvelles projections climatiques de référence DRIAS-2020. Ils sont consultables sur un site dédié publié par Météo-France en novembre 2022.

## Urbanisme

### Typologie
Au 1er janvier 2024, Granges-Narboz est catégorisée bourg rural, selon la nouvelle grille communale de densité à 7 niveaux définie par l'Insee en 2022.
Elle est située hors unité urbaine. Par ailleurs la commune fait partie de l'aire d'attraction de Pontarlier, dont elle est une commune de la couronne,. Cette aire, qui regroupe 54 communes, est catégorisée dans les aires de moins de 50 000 habitants,.

### Occupation des sols
L'occupation des sols de la commune, telle qu'elle ressort de la base de données européenne d’occupation biophysique des sols Corine Land Cover (CLC), est marquée par l'importance des forêts et milieux semi-naturels (46,8 % en 2018), une proportion identique à celle de 1990 (46,8 %). La répartition détaillée en 2018 est la suivante : 
forêts (46,8 %), zones agricoles hétérogènes (16,9 %), prairies (16,4 %), zones humides intérieures (14,8 %), zones urbanisées (4,5 %), eaux continentales (0,6 %). L'évolution de l’occupation des sols de la commune et de ses infrastructures peut être observée sur les différentes représentations cartographiques du territoire : la carte de Cassini (XVIIIe siècle), la carte d'état-major (1820-1866) et les cartes ou photos aériennes de l'IGN pour la période actuelle (1950 à aujourd'hui).

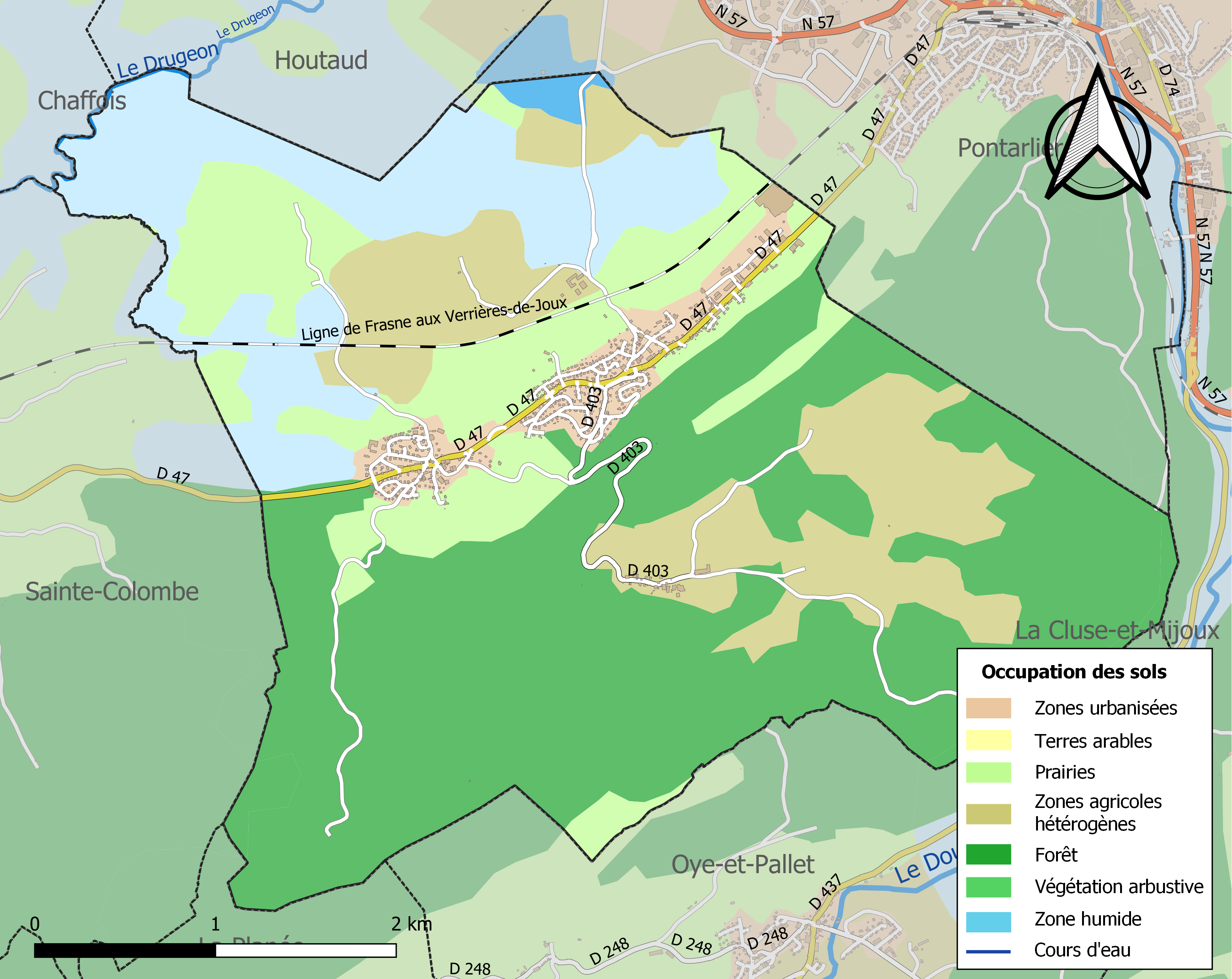
Carte des infrastructures et de l'occupation des sols de la commune en 2018 (CLC).

## Toponymie
Nar (noir), Boz (bois): selon le patois local, les Granges-Narboz sont donc les Granges du Bois Noir (on retrouve ces éléments toponymiques dans plusieurs noms de famille: Narbey, Duboz, fréquents dans la région).

## Politique et administration
| Période                                  | Période                   | Identité                                        | Étiquette | Qualité      |
| ---------------------------------------- | ------------------------- | ----------------------------------------------- | --------- | ------------ |
| mars 2001                                | mai 2008                  | Thierry Charmier                                |           | Agriculteurs |
| mai 2008                                 | 2014                      | Bernard Cuinet                                  |           |              |
| mars 2014                                | En cours (au 31 mai 2020) | Raphaël Charmier Réélu pour le mandat 2020-2026 | SE        | Employé      |
| Les données manquantes sont à compléter. |                           |                                                 |           |              |

## Démographie
L'évolution du nombre d'habitants est connue à travers les recensements de la population effectués dans la commune depuis 1793. Pour les communes de moins de 10 000 habitants, une enquête de recensement portant sur toute la population est réalisée tous les cinq ans, les populations de référence des années intermédiaires étant quant à elles estimées par interpolation ou extrapolation. Pour la commune, le premier recensement exhaustif entrant dans le cadre du nouveau dispositif a été réalisé en 2005.

En 2022, la commune comptait 1 355 habitants, en évolution de +13,48 % par rapport à 2016 (Doubs : +1,88 %, France hors Mayotte : +2,11 %).
| 1793 | 1800 | 1806 | 1821 | 1831 | 1836 | 1841 | 1846 | 1851 |
| ---- | ---- | ---- | ---- | ---- | ---- | ---- | ---- | ---- |
| 302  | 270  | 327  | 290  | 315  | 333  | 339  | 320  | 368  |

| 1856 | 1861 | 1866 | 1872 | 1876 | 1881 | 1886 | 1891 | 1896 |
| ---- | ---- | ---- | ---- | ---- | ---- | ---- | ---- | ---- |
| 367  | 366  | 338  | 333  | 313  | 296  | 297  | 295  | 309  |

| 1901 | 1906 | 1911 | 1921 | 1926 | 1931 | 1936 | 1946 | 1954 |
| ---- | ---- | ---- | ---- | ---- | ---- | ---- | ---- | ---- |
| 297  | 268  | 251  | 212  | 222  | 207  | 220  | 182  | 212  |

| 1962 | 1968 | 1975 | 1982 | 1990 | 1999 | 2005 | 2006 | 2010 |
| ---- | ---- | ---- | ---- | ---- | ---- | ---- | ---- | ---- |
| 217  | 249  | 401  | 434  | 519  | 627  | 652  | 669  | 952  |

| 2015  | 2020  | 2022  | - | - | - | - | - | - |
| ----- | ----- | ----- | - | - | - | - | - | - |
| 1 170 | 1 288 | 1 355 | - | - | - | - | - | - |

## Lieux et monuments
Église Sainte-Brigitte
Jusqu'au XVIIe siècle les habitants des Granges Narboz sont paroissiens de Pontarlier.
Le 3 février 1632, les curés de Pontarlier passent un traité avec les habitants du village les autorisant à construire une chapelle puis une église.
L'église actuelle Sainte-Brigitte date de 1645 pour la nef, 1815 pour le chœur et 1867 pour la tour clocher.
Les vitraux de la nef, contemporains, réalisés en 1977, sont de Jacques Voitot. Elle est recensée dans la base Mérimée lors du récolement de 1979.
Chapelle Notre-Dame
Située à mi-chemin entre Granges l'Église et Les Granges Dessous, elle est recensée dans la base Mérimée lors du récolement de 1978.
Oratoire du Sacré-Cœur
Situé aux Granges Dessus il a été construit en 1948.

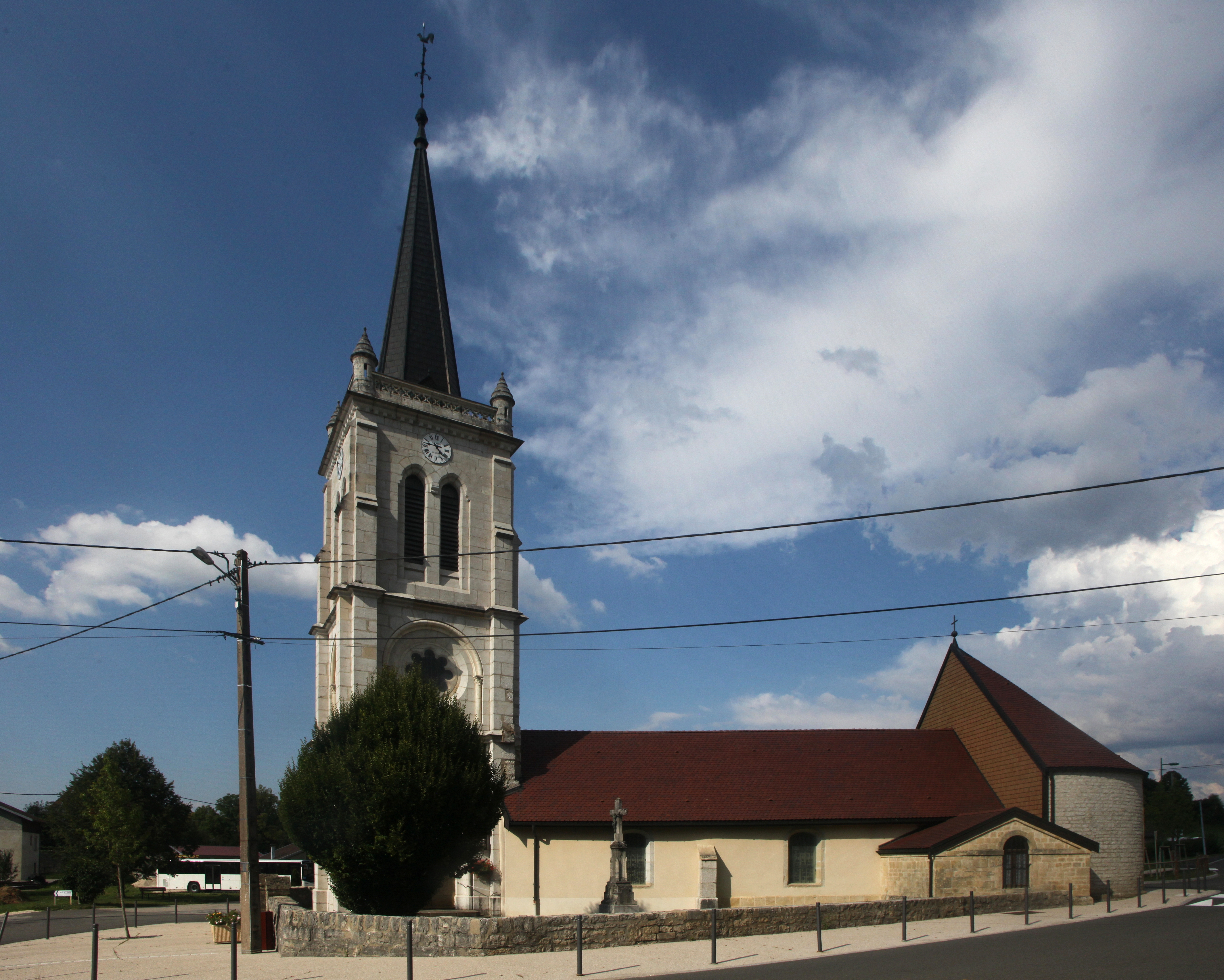
Église Sainte-Brigitte.
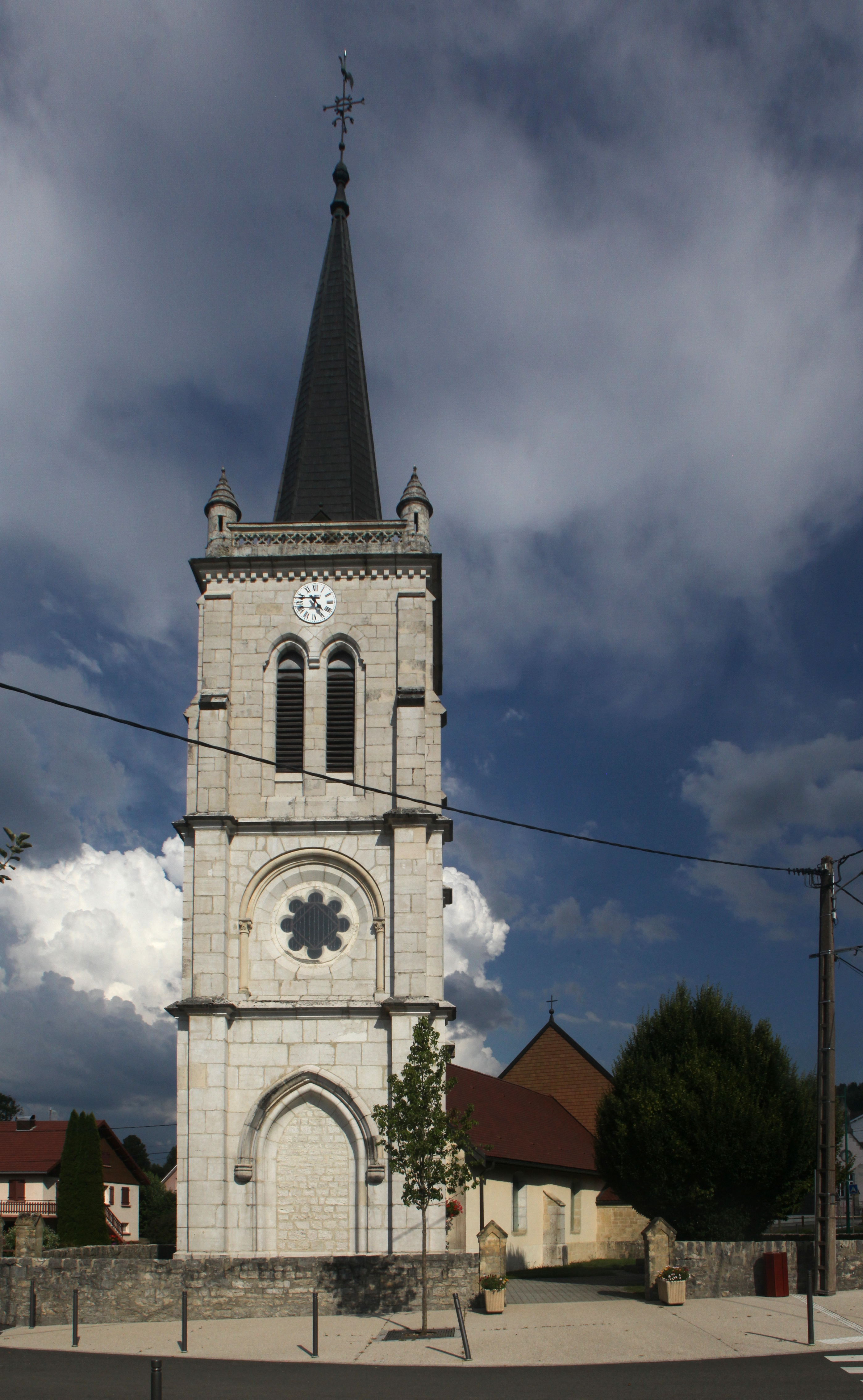
Église.
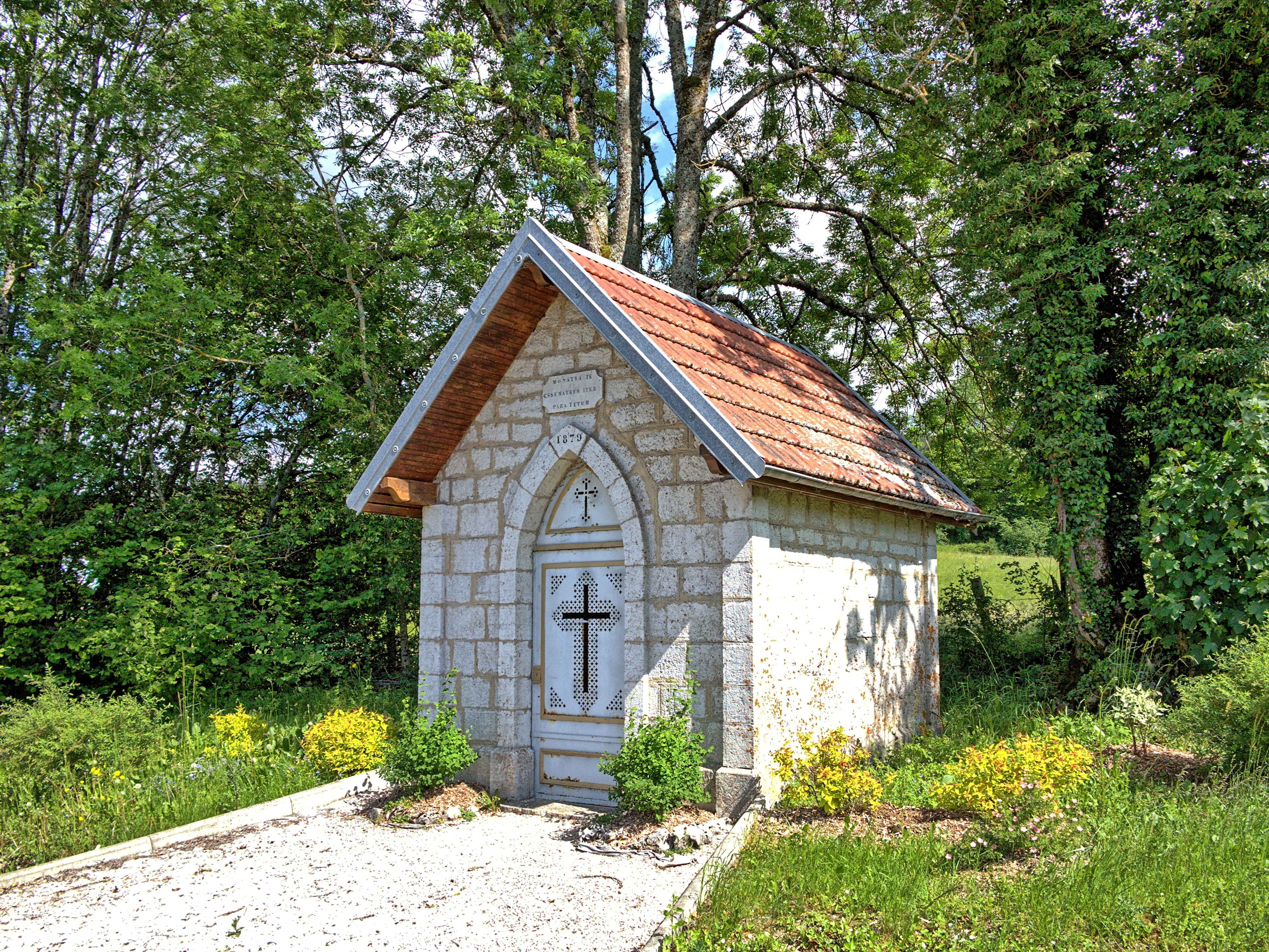
Chapelle Notre-Dame.
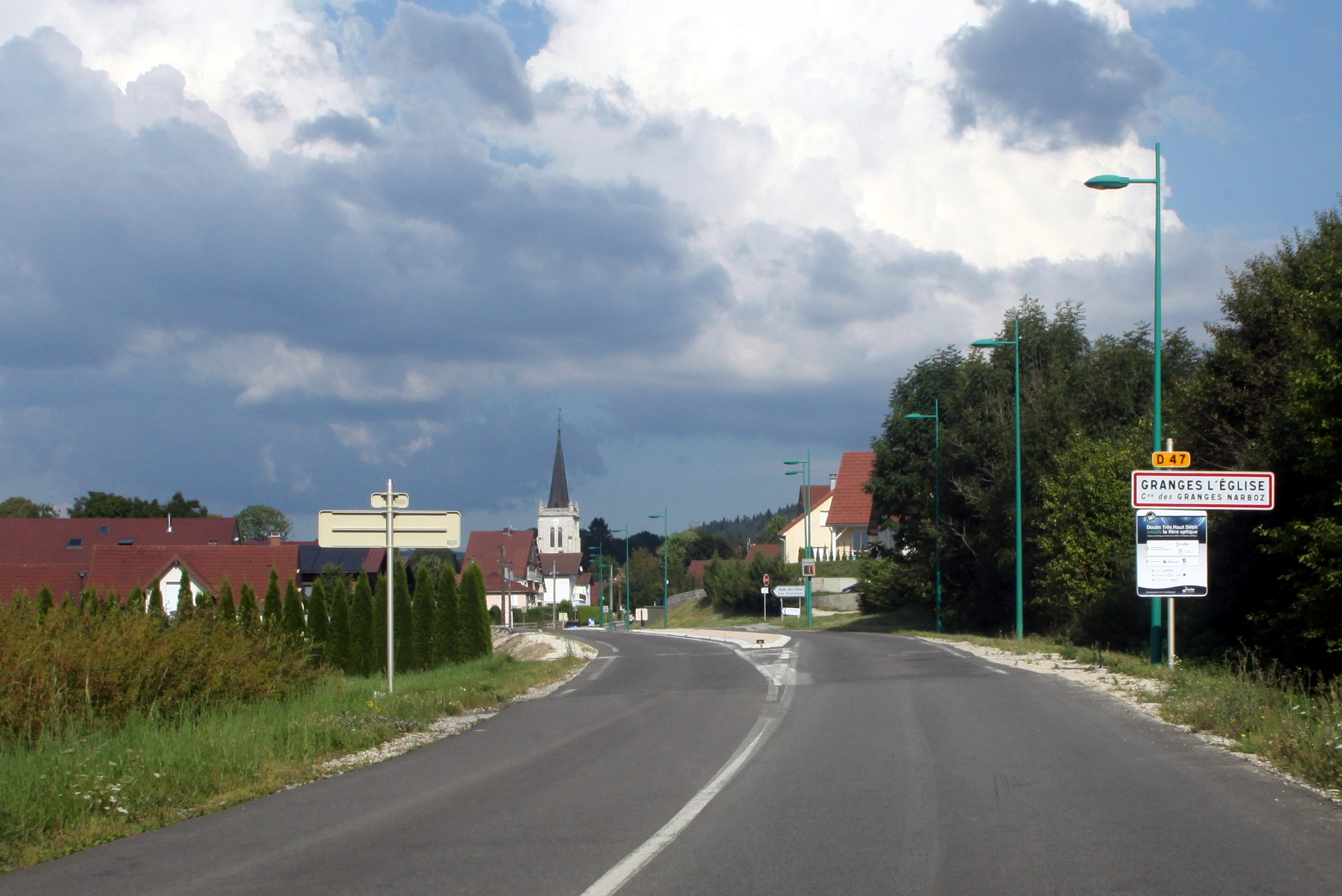
Entrée de Granges l'Église.
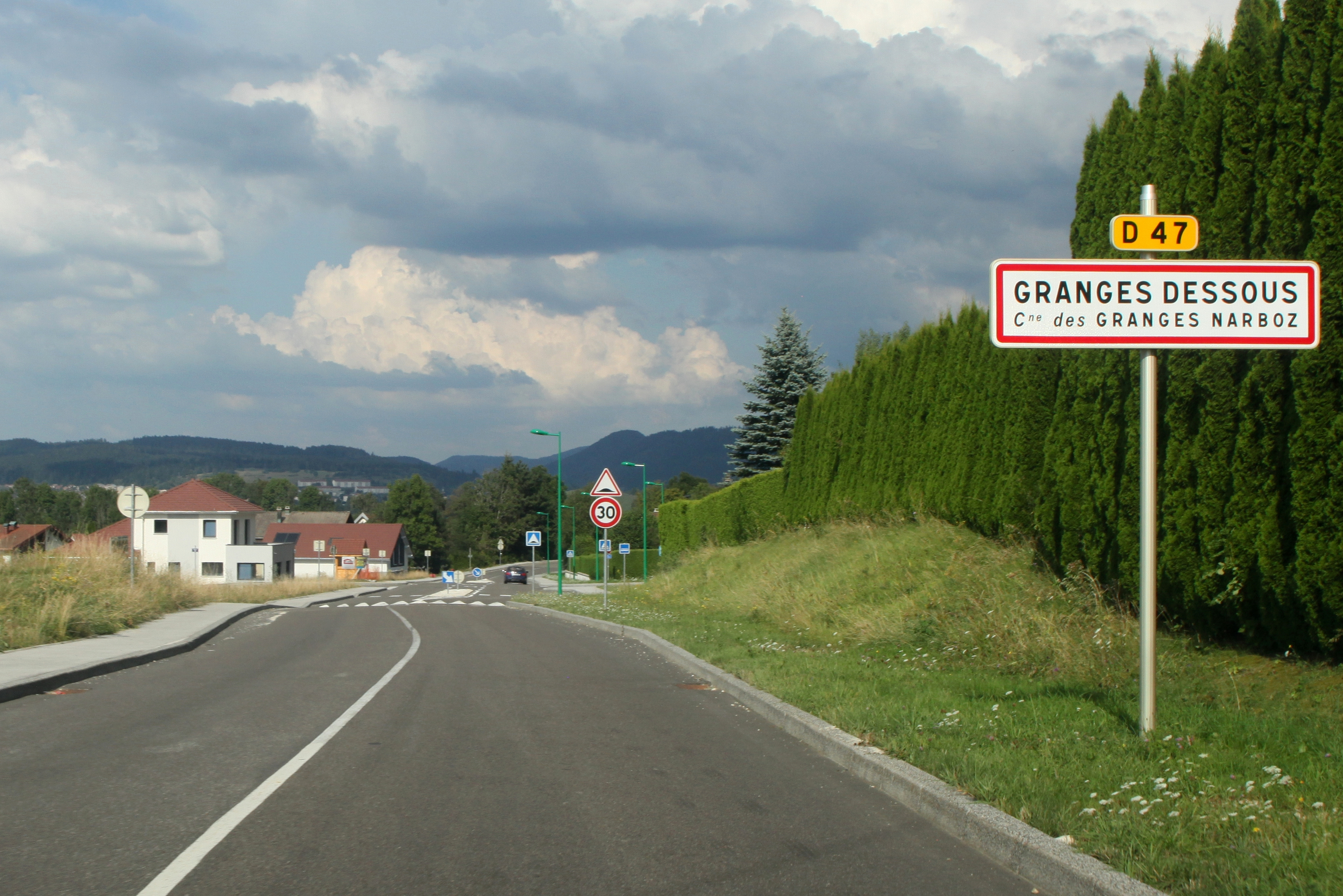
Entrée de Granges Dessous.
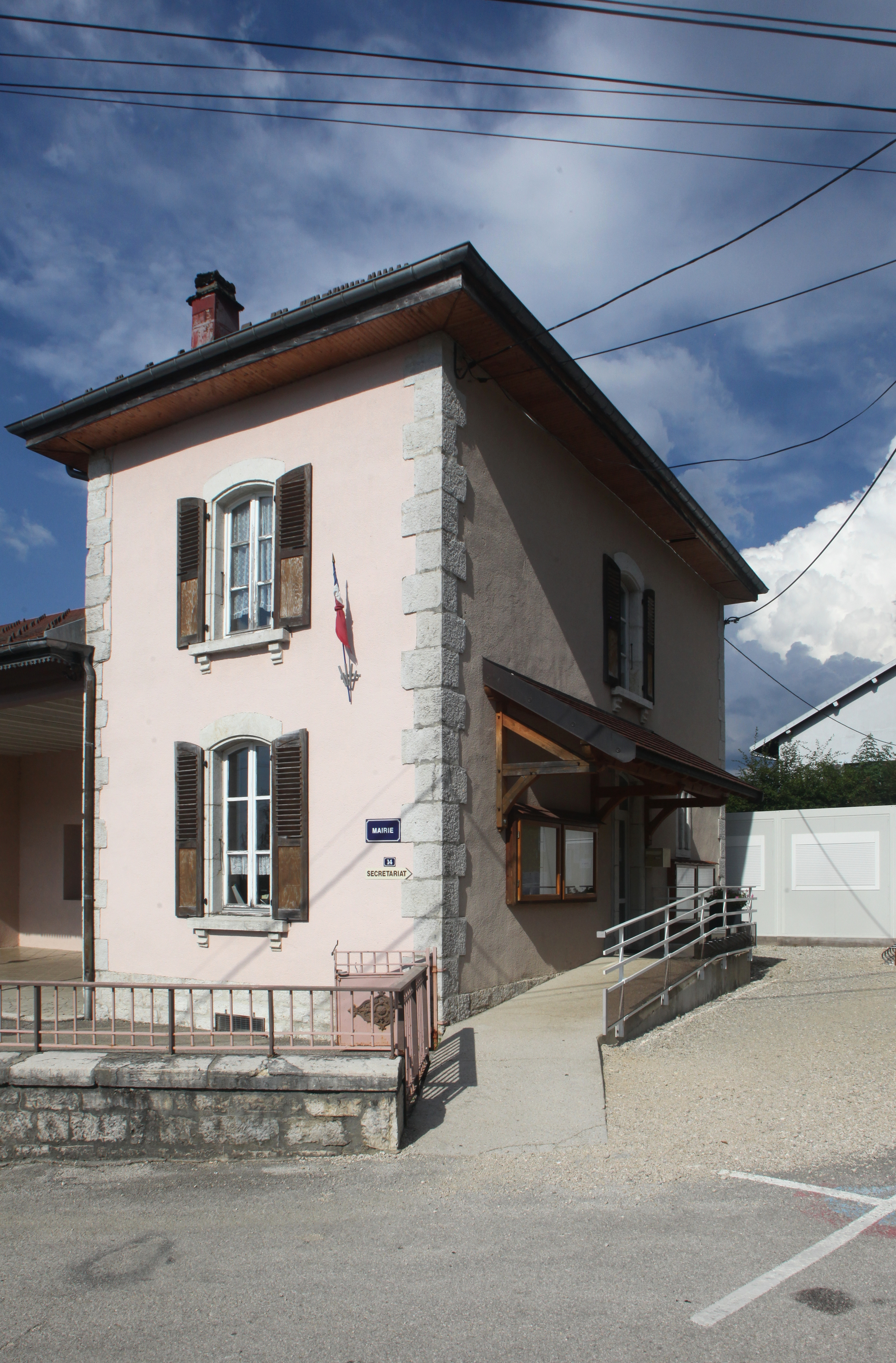
Mairie.

## Personnalités liées à la commune
- Fabrice Guy, skieur nordique

## Héraldique
| Blason de Granges-Narboz | Blason  | Coupé en cime de sapin d'argent et de sinople, à l'écureuil assis, contourné, tenant une pomme de pin d'or, brochant en pointe sur le tout. |
| Blason de Granges-Narboz | Détails | Le statut officiel du blason reste à déterminer.                                                                                            |